# 비티쿠
비티쿠(BTKU)는 방탄소년단의 영문 이름인 ‘BTS’와 무언가에 깊게 빠져 활동하는 ‘덕후’의 합성어로, 방탄소년단과 관련한 모든 포털사이트의 정보와 팬들의 이야기를 정리한 커뮤니티다. (출처 : 해럴드경제)
방탄소년단의 한 팬이 만든 비티쿠(BTKU)에서는 ‘아미피디아’란 카테고리를 통해 관련 정보를 공개하고 있다. 팬들이 찾은 QR코드부터, 팬들간 의사소통을 할 수 있는 공간을 마련해 뒀다. 베르나르 포콩, 저작권 침해 의혹때는 직접 디자이너로써 의견을 말하기도 했다.
최근 다시 리뉴얼 되었으며 해럴드경제 지면기사에 '팬 문화를 이끌어가는 방탄소년단'이라는 주제로 소개되기도 하였다. (28면 1단)